# نيل هاولت
نيل هاولت (بالإنجليزية: Neil Howlett)‏ هو مغني ومغني أوبرا بريطاني، ولد في 24 يوليو 1934.

## روابط خارجية
- نيل هاولت على موقع IMDb (الإنجليزية)
- نيل هاولت على موقع ميوزك برينز (الإنجليزية)
- نيل هاولت على موقع ديسكوغز (الإنجليزية)